# Coq d'Alger
Le Coq d'Alger est le nom donné à deux séries de timbres d'usage courant émises à partir de 1944 dans les départements et territoires de l'Algérie française et les territoires métropolitains français libérés, dessinées par Henry Razous et gravées par Charles Hervé.
Les timbres composant ces séries sont les premières figurations philatéliques du Coq gaulois. Ils visent, ainsi que d'autres émissions provisoires, à remplacer les timbres émis sous le régime de Vichy. Complétant celles des Marianne d'Alger, ils sont retirés de la vente dès le mois de mai 1945.

## Genèse
Après la libération de la Corse en novembre 1943, toutes les relations sont interrompues entre le continent d'une part et l'Algérie et la Corse d'autre part. Le service algérois des Postes se retrouve à court de timbres français car il est coupé de la direction générale : celle-ci se trouve à Paris. L'Algérie mais aussi la Corse manquent de timbres ; il faut même accepter en Corse l'utilisation de timbres prévus à l'origine pour l'Algérie utilisés conjointement avec le reliquat des vignettes aux types Pétain,. Le Comité français de libération nationale, à Alger, décide en urgence de l'impression de nouveaux timbres qui doivent permettre l'affranchissement du courrier mais aussi de ne plus avoir recours aux vignettes Pétain. Deux séries sont imprimées, la Marianne d'Alger qui fournit la plupart des valeurs faciales et le Coq d'Alger, qui sert à fournir des valeurs, plus faibles ou au contraire plus fortes, non initialement prévues pour la Marianne. L'administration postale est totalement étrangère à la création de ces deux séries.
Conformément aux recommandations concernant les timbres émis à la Libération et reprises dans le règlement d'un concours à la fin de l'année 1943, le Coq d'Alger porte les mentions « POSTES », « RF » (République française) et la croix de Lorraine. Le même type de timbre est imprimé pour être utilisé dans les départements et territoires de l'Algérie française ; il porte la légende « POSTES ALGÉRIE » au lieu de « POSTES ».
Le dessin est réalisé par Henry Razous. Les gravures nécessaires sont effectuées par Charles Hervé, graveur attitré de l'administration des timbres et monnaies. Les contraintes politiques et économiques obligent à réaliser à Alger, avec les moyens disponibles sur place, l'ensemble des opérations, du dessin à l'impression.

## Description
Il s'agit de la première représentation du Coq gaulois en philatélie,. Le coq, vu de profil gauche, est en train de chanter. À l'intérieur du cadre, outre le coq, se trouvent dans l'angle supérieur droit le sigle « RF » et dans l'angle inférieur gauche la croix de Lorraine. Le bas du timbre est divisé en deux cartouches ; à gauche la mention « POSTES » et à droite la valeur faciale.  La marge inférieure du timbre porte à gauche le nom de son dessinateur et à droite le nom de son graveur, conformément à l'usage. Le papier est blanc à jaunâtre ou grisâtre ; la couche de gomme est très mate, au point que certains timbres, même neufs, paraissent en être dépourvus.
Les timbres, de format 20 × 24 mm et dentelés 11, sont imprimés en lithographie, procédé rarement utilisé pour des timbres français : auparavant, seules les Cérès imprimées à Bordeaux pendant le siège de Paris (1870-1871) avaient recours à ce procédé. Imprimées par l'entreprise algéroise Typo-Litho et Jules Carbonel ou en sous-traitance par l'imprimerie Imbert, les feuilles de timbres sont contrôlées par l'imprimerie Heintz dans la même ville. Les timbres sont imprimés par feuilles de 200. Lors de leur passage chez Heintz, ces feuilles sont perforées pour confectionner la dentelure des timbres ; un numéro de contrôle est apposé en haut à gauche, la date de contrôle (et non d'impression) en haut à droite ; les feuilles sont ensuite coupées en deux au massicot ; les timbres sont ainsi conditionnés pour être livrés par feuilles de 100 (10 x 10) qui comportent donc soit un numéro, soit une date de contrôle.

## Émission et usages
Les huit timbres qui composent cette série sont mis en service en juillet 1944 en Corse libérée puis dans l'ensemble de la France le 15 novembre suivant ; ils sont retirés de la vente six mois plus tard, le 12 mai 1945 en même temps que d'autres séries provisoires (Marianne d'Alger, Arc de Triomphe) : les tarifs postaux ont été modifiés au mois de mars précédent. Objet d'un unique tirage, aucun d'eux ne fait l'objet de modification ou d'apposition d'une surcharge.
Les valeurs faciales s'échelonnent de 10 c à 20 F, complétant par le bas et par le haut la gamme de celles proposées par la Marianne d'Alger.
| Valeur faciale | Couleur     | Émission   | Retrait    | Tirage    |
| -------------- | ----------- | ---------- | ---------- | --------- |
| 10 c           | vert        | 15/11/1944 | 12/05/1945 | 2 959 000 |
| 30 c           | lilas foncé | 15/11/1944 | 12/05/1945 | 1 700 000 |
| 40 c           | bleu        | 15/11/1944 | 12/05/1945 | 2 942 000 |
| 50 c           | rouge       | 15/11/1944 | 12/05/1945 | 2 850 000 |
| 2 F            | bleu        | 15/11/1944 | 12/05/1945 | 1 800 000 |
| 10 F           | violet      | 15/11/1944 | 12/05/1945 | 800 000   |
| 15 F           | sépia       | 15/11/1944 | 12/05/1945 | 800 000   |
| 20 F           | vert-noir   | 15/11/1944 | 12/05/1945 | 800 000   |

Une série voisine est imprimée ; destinée à servir en Algérie française, elle porte la légende « POSTES ALGÉRIE » en remplacement de « POSTES ». Elle est composée de six timbres, dans une gamme de valeurs faciales et de couleurs différentes de son homologue métropolitaine. Ses dates d'émission et de retrait sont sans doutes les mêmes. Le nombre de timbres imprimés n'est pas connu.
| Valeur faciale | Couleur     | Émission   | Retrait    | Tirage  |
| -------------- | ----------- | ---------- | ---------- | ------- |
| 40 c           | rose-carmin | 15/11/1944 | 12/05/1945 | inconnu |
| 1 F            | vert        | 15/11/1944 | 12/05/1945 | inconnu |
| 2 F            | rouge       | 15/11/1944 | 12/05/1945 | inconnu |
| 2 F            | brun-noir   | 15/11/1944 | 12/05/1945 | inconnu |
| 4 F            | bleu        | 15/11/1944 | 12/05/1945 | inconnu |
| 10 F           | vert-gris   | 15/11/1944 | 12/05/1945 | inconnu |

## Intérêt philatélique
Les doubles impressions sont parmi les variétés les plus remarquables : le motif est imprimé deux fois sur le même timbre avec un léger décalage. Si la plupart d'entre elles sont authentiques, d'autres sont réalisées après coup sur des feuilles de timbres par des faussaires, une légère différence de teinte ou de dessin entre les deux impressions dénonçant souvent la falsification.